# Dysstroma ochreogriseata
Dysstroma ochreogriseata là một loài bướm đêm trong họ Geometridae.